# 中傑拉日尼亞
50°35′16″N 27°14′42″E / 50.58778°N 27.24500°E
中傑拉日尼亞（烏克蘭語：Середня Деражня），是烏克蘭北部的村莊，隸屬日托米爾州的茲維亞赫爾區。該村面積1.3平方公里，海拔高度218米，2001年人口348，人口密度每平方公里268.1人。